# مک‌فرسون (کانزاس)
مک‌فرسون (به انگلیسی: McPherson) شهری در ایالت کانزاس کشور ایالات متحده آمریکا است که جمعیت آن در سرشماری سال ۲۰۱۰ میلادی، ۱۳٬۱۵۵ نفر بوده‌است.